# إيف لاندري
إيف لاندري هي ممثلة كندية، ولدت في 5 يونيو 1985 في Saint-Pascal ‏ في كندا.

## وصلات خارجية
- إيف لاندري على موقع IMDb (الإنجليزية)
- إيف لاندري على موقع قاعدة بيانات الفيلم (الإنجليزية)